# Ligularia dolichobotrys
Ligularia dolichobotrys là một loài thực vật có hoa trong họ Cúc. Loài này được Diels mô tả khoa học đầu tiên năm 1905.